# أنتوني وينر
أنتوني وينر (بالإنجليزية: Anthony Weiner)‏ هو سياسي أمريكي وعضو سابق في مجلس النواب الأمريكي ومترشح لانتخابات منصب رئيس بلدية نيويورك 2013. عُرف بتبادل صور إباحية رغم أنه متزوج مما دفعه للاستقالة من عضويته في مجلس النواب في 2011م. وسُربت في يوليو 2013 خلال خوضه لسباق رئاسة بلدية نيويورك رسائل إباحية له عبر فيسبوك اعترف لاحقا بصحتها.

## فضيحة أنتوني وينر الجنسية
نفى أنتوني وينر لأكثر من أسبوع في يونيو 2012 أن بعث عبر تويتر صورة له بالملابس الداخلية لامرأة من سياتل في 28 مايو 2012 وادّعى أنه وقع التسلل لحسابه في تويتر، قبل أن يعترف في 6 يونيو بأنه تبادل محتويات فاضحة مع ست نساء بعضها بعد زواجه.

## الحياة الشخصية
أنتوني وينر متزوج من هما عابدين منذ 2010 ولهما ابن هو جوردن زين وينر. وقد رأس مراسم الزفاف الرئيس الأمريكي الأسبق بيل كلينتون.

## وصلات خارجية
- أنتوني وينر على موقع IMDb (الإنجليزية)
- أنتوني وينر على موقع إن إن دي بي (الإنجليزية)
- أنتوني وينر على موقع قاعدة بيانات الفيلم (الإنجليزية)
- الموقع الرسمي للحملة الانتخابية